# Iosíf Dalézios
Iosíf Dalézios (en grec moderne : Ιωσήφ Δαλέζιος) né le 12 novembre 1961 est un coureur cycliste grec.

## Palmarès et résultats

### Palmarès par année
- 2000
  - 3e du championnat de Grèce sur route
- 2001
  - 2e du championnat de Grèce du contre-la-montre
- 2002
  -  Champion de Grèce du contre-la-montre
- 2003
  - 2e du championnat de Grèce sur route
- 2005
  -  Champion de Grèce du contre-la-montre par équipes
- 2006
  - 2e du championnat de Grèce du contre-la-montre
- 2008
  -  Champion de Grèce du contre-la-montre
  -  Champion de Grèce du contre-la-montre en duo (avec Michális Kaklamános)
- 2009
  -  Champion de Grèce du contre-la-montre par équipes
  - 3e du championnat de Grèce du contre-la-montre

### Classements mondiaux
| Année           | 2006  | 2007 | 2008 | 2009  |
| --------------- | ----- | ---- | ---- | ----- |
| UCI Europe Tour | 1162e |      | 974e | 1193e |